# Serdar Thenk Yildiz

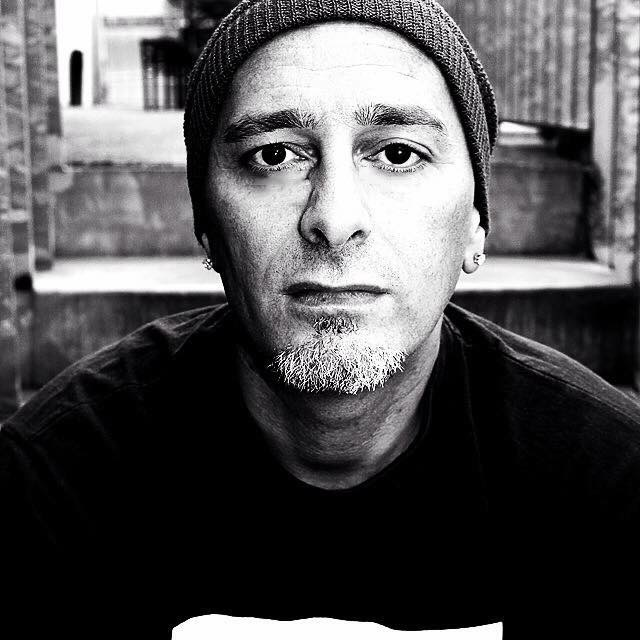
Serdar Thenk Yildiz, vor 2020

Serdar Thenk Yildiz (* 27. Februar 1975 in Hamm in Nordrhein-Westfalen) ist ein türkischer Tänzer, Musiker und Promoter aus Frankfurt am Main. Als Künstler war er unter verschiedenen Namen tätig, u. a. Thenkof, Thenkman, Jib Jigga und Thenksta.

## Biografie
Serdar Thenk Yildiz’ Familie stammt aus der Türkei; seine Eltern kommen aus der Region Erzincan und sind Angehörige der alevitischen Ethnie der Balaban. Neben Türkisch sprechen sie auch Zazaki. Er lebte in seiner Kindheit in Hamm in Nordrhein-Westfalen, später in Hessen.
1989 fing er unter dem Namen Thenkof zu tanzen an und wurde 1995 Tänzer beim Musiklabel Looptown Records. Gemeinsam mit den Künstlern DJ Mahmut & Murat G. tourte er mehrmals durch Deutschland und nahm zweimal beim internationalen Hip-Hop-Austausch „Le Fonque Connection“ zwischen Deutschland und Frankreich teil. Später war Thenkof als Breakdance-Tanzlehrer sowie als Choreograph zunächst an Jugendzentren und später an der Künstlerschule Screamfactory Institute of Performing Arts in Frankfurt am Main tätig.
Nach seiner Tanzkarriere machte sich Thenk als Thenkman selbständig und gründete die Event- und Promotion-Agentur DefPro Entertainment. Er promotete und betreute nationale und internationale Künstler, unter anderem den US-Tänzer Shabba Doo, Franca Morgano und Mopreme Shakur. Mit dem US-Drehbuchautor David L. Watts produzierte er die Musik-Dokumentation Money Train & Thenkman – A German Hip Hop Summer, die Interviews mit Künstlern wie Xavier Naidoo, Chuck D, Samy Deluxe und Guru enthält. Im Jahr 2005 wurde die Produktion auf dem XX. Black International Film Festival im Kino Babylon in Berlin aufgeführt.
Als Hip-Hop-Aktivist gründete Thenkman die Hip-Hop-Plattform Propz City, wo er seit 2007 fünf Rap-Mixtapes mit der Beteiligung von über 100 Rappern veröffentlichte. Für Universal Music Group war Thenkman von 2009 bis 2025 als Record Promoter für Frankfurt tätig und veranstaltete über 49 offizielle Album-Release-Partys in diversen Clubs in Süddeutschland.
Seit 2010 spielt Serdar Thenk Yildiz auch als Kleindarsteller bei TV-Serien, Kurzfilmen und Kinofilmen mit. So stand er in den TV-Serien Tatort und Ein Fall für zwei sowie bei den Kinofilmen What a Man und Schlussmacher vor der Kamera.
Unter dem Namen Jib Jigga veröffentlichte er 2015 das Mixtape Natural Born Jigga, ein Jahr später folgte das zweite Mixtape und im Jahr 2020 folgte das Jib's Tape. Auch als Comedian war Serdar Thenk Yildiz aktiv, unter dem Namen Thenksta ging er 2016 auf die Uff Geht’s Tour.
Nach einem Studium im Fachbereich Webdesign & Development am SAE Institute in Frankfurt arbeitete Serdar Thenk Yildiz im Bereich Grafikdesign unter dem Namen Thenksart. Er gestaltete neben Webseiten auch CD-Cover für Künstler, unter anderem für Sir Waldo Weathers und DJ Revolution. 2016 erschien sein erstes Buch, das Kinder- und Sachbuch VeggyFlow – Die Vielfalt der Natur in Harmonie.
Im Oktober 2020 wurde Thenk Radiomoderator bei der Virus-Musik-Redaktion und sendete über das Stadtradio Radio X (Frankfurt am Main) einmal im Monat seine Radioshow Montags'N'Harmony. Nach 11 Live Shows u. a. mit Patrice Bart-Williams, MC Rene, Toni-L und Linda Rocco ging die Sendung im September 2021 zu Ende.
Für seine Ehrenamtliche Arbeit für die Frankfurter Tafel wurde ihm im September 2024 die Bürgermedaille der Stadt Frankfurt am Main 2021/22 verliehen. Im Sommer 2025 veröffentlichte Thenk zwei neue Kinderbücher zum Thema Alevitentum: das erzählerisch gestaltete Sachbuch „Ein Kinderbuch über das Alevitentum“ sowie das begleitende Malbuch „Meine bunte alevitische Welt“.

## Diskografie
Mixtapes
- 2015: Jib Jigga – Natural Born Jigga
- 2016: Jib Jigga – Natural Born Jigga Vol.2
- 2020: Jib Jigga – Jib’s Tape

Singles
- 2015: Jib Jigga – Oh Jenny
- 2021: Jib Jigga – Kopf Kino

## Buch
- VeggyFlow – Die Vielfalt der Natur in Harmonie.
- Die Geschichten aus dem Veggy Town
- Ein Kinderbuch über das Alevitentum
- Meine bunte alevitische Welt

## Filmografie
Kino
- 2011: What a Man
- 2013: Playoff
- 2013: Schlussmacher
- 2018: Atlas (2018)

Fernsehen
- 2024: Blindspot
- 2023: Ein Fall für Zwei – Kleine Fische
- 2023: Ein Fall für Zwei – Tödliche Fehler
- 2015: Ein Fall für Zwei – Grüne Soße
- 2015: Tatort: Die Geschichte vom bösen Friederich
- 2015: Morgen hör ich auf
- 2017: Eine Hochzeit platzt selten allein
- 2018: Der Wunschzettel
- 2018: Ein Fall für zwei – Frankfurter Applaus
- 2018: Jung, blond, tot – Julia Durant ermittelt
- 2018: Tatort: Angriff auf Wache 08

Kurzfilme
- 2022: Split Second
- 2015: Diving Deep
- 2015: VEDA

Produzent
- 2003: Money Train & Thenkman a German Hip Hop Summer